# Trans-o-flex Express
Die trans-o-flex Express GmbH & Co. KGaA (bis Mitte 2018: trans-o-flex Schnell-Lieferdienst GmbH) mit Sitz in Weinheim, Baden-Württemberg ist eine Logistikgruppe, die Lagerung und Transport von Paketen und Paletten anbietet. Dazu gehören auch Angebote für kennzeichnungspflichtiges Gefahrgut und die aktive Temperierung für Arzneimittel. Für die Zustellung in 38 Ländern Europas wird auf das Eurodis-Netzwerk zurückgegriffen. Der Name „trans-o-flex“ ist als Abkürzung aus „Transportorganisation von besonderer Flexibilität“ entstanden.

## Geschichte

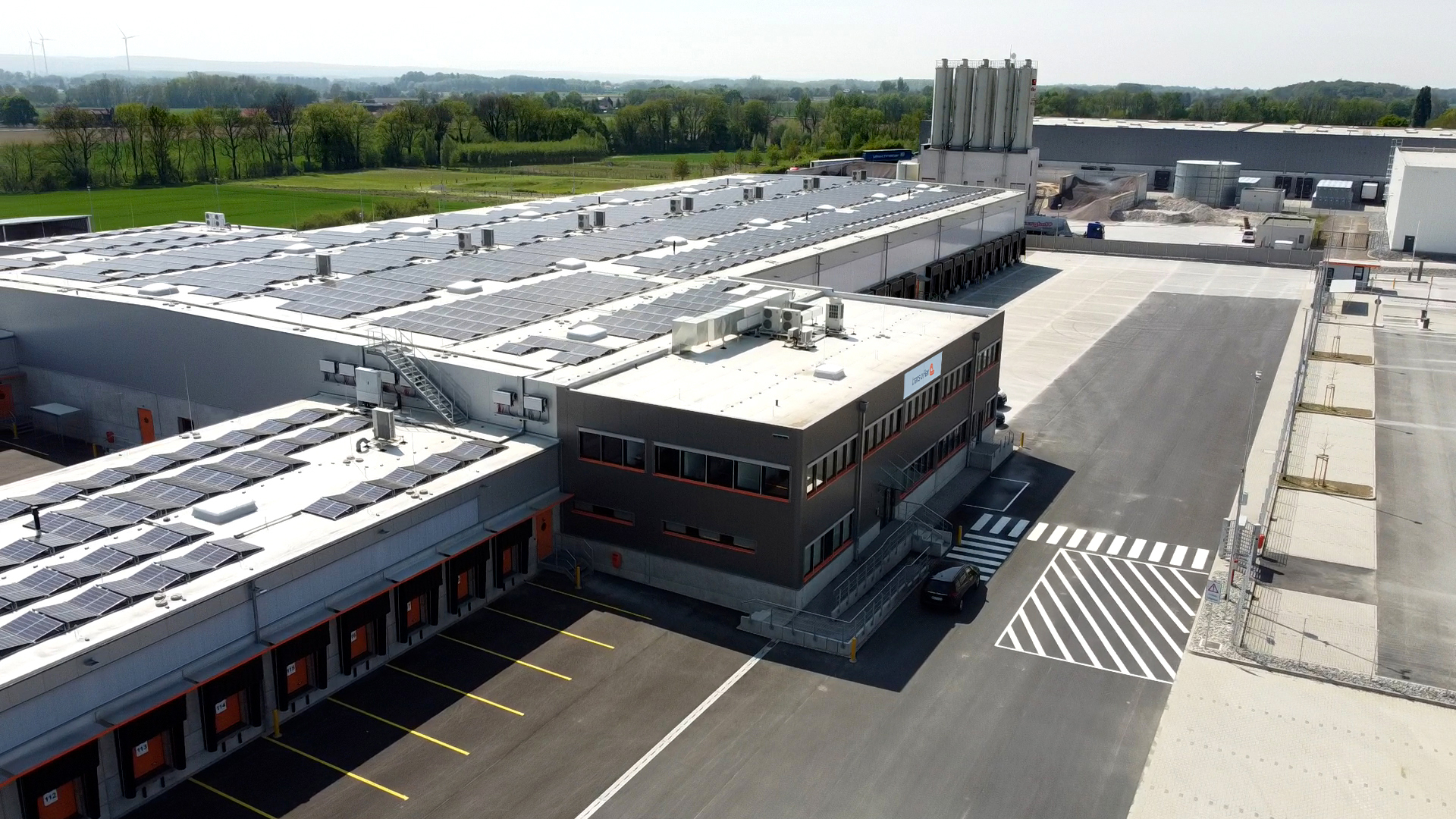
Niederlassung von trans-o-flex in Hamm

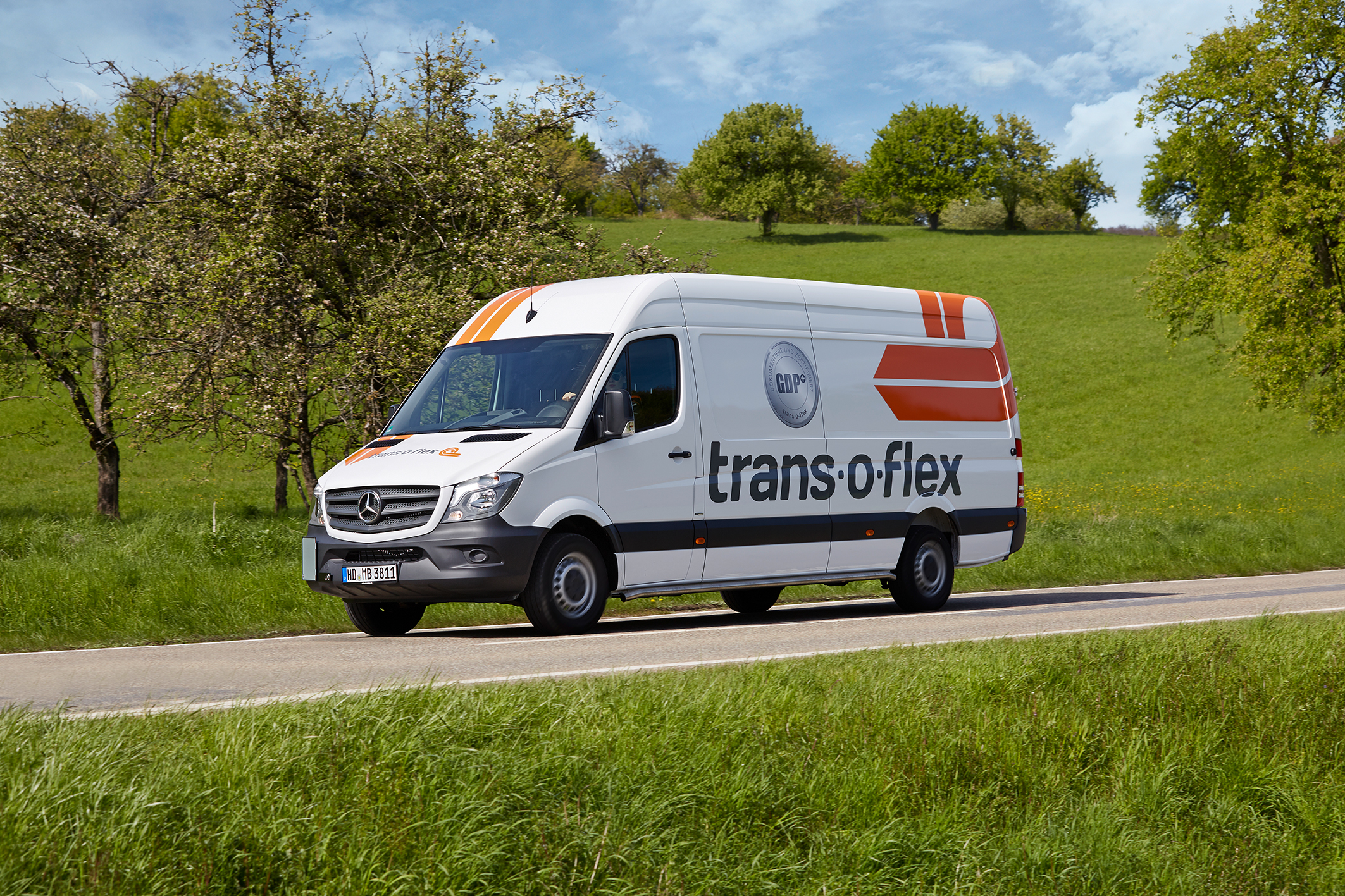
Mercedes-Benz Sprinter von trans-o-flex im Corporate Design.

Der Ursprung, der zur Gründung von trans-o-flex führte, findet sich im pharmazeutischen Großhandel. Madaus, Hersteller von Naturarzneimitteln, suchte für die direkte Distribution seiner Waren an Apotheken und Krankenhäuser nach einer Lösung und entwickelte dafür in den 1960er-Jahren gemeinsam mit einem Spediteur ein Konzept. Nach der erfolgreichen Testphase wurden auf Basis dieses Konzepts gemeinsam mit regionalen Spediteuren aus Köln, Weinheim, Hamburg, Hannover und München regionale Lieferdienste aufgebaut. Die fünf Partner gründeten unter einer Dachmarke eine Interessengemeinschaft. So entstand am 30. Oktober 1971 „trans-o-flex“. Aus dem Verbund von fünf regionalen Lieferdiensten wurde der erste flächendeckende Schnell-Lieferdienst in Deutschland.
1982 wurden durch die Zusammenarbeit mit internationalen Expressdiensten in ganz Westeuropa („euro express“) erstmals Transporte für Sendungen ins Ausland angeboten. 1993 wurde die Zusammenarbeit mit dem Verbund euro express beendet und ein eigenes europäisches Distributionsnetz (Eurodis) aufgebaut. Heute ist die Eurodis GmbH eine eigenständige Gesellschaft an der trans-o-flex Express beteiligt ist. Zu den Mitgliedern gehören neben trans-o-flex (Deutschland) Firmen wie Redur (Spanien/Portugal), SDA (Italien), Österreichische Post (Österreich), PostNL (Niederlande) oder Bonafide (Schweiz). 2022 haben die EURODIS-Mitglieder 50.000 Mitarbeiter beschäftigt, 23.000 Fahrzeuge im Einsatz, rund 982 Millionen Sendungen befördert und 5,5 Milliarden Euro umgesetzt.
1988 wurden neben der Transportdienstleistung erstmals auch Lagerhaltung, Kommissionierung und individuelle Mehrwertdienste angeboten. Um diese Dienstleistungen kümmert sich heute die Tochtergesellschaft trans-o-flex Logistik-Service, die  insgesamt fünf Lager betreibt.
1985 wurde trans-o-flex von der Franz Haniel & Cie. erworben. Die bisher dezentrale Struktur von trans-o-flex wurde umgestellt und eine bundesweit zuständige Zentrale eingerichtet. Ende 1995 übernahm die Investorengemeinschaft Schoeller/Amberger die Unternehmensgruppe trans-o-flex von Haniel. Kurz darauf übernahm trans-o-flex seinen ehemaligen Mitbewerber Lo-Go Lieferservice GmbH & Co. KG. Ende 1997 verkauften Schoeller/Amberger trans-o-flex an die Deutsche Post und an eine Schweizer Gesellschaft. Die komplette Übernahme von trans-o-flex durch die Deutsche Post (seit Ende 1997 mit 24,8 % Beteiligung) scheiterte 1999 aus wettbewerbsrechtlichen Einwänden der europäischen Kommission, nachdem die Deutsche Post ihren Anteil auf über 75 % aufstocken wollte. Im April 2000 konnte die Deutsche Post die sechs Auslandstöchter der trans-o-flex in Österreich, Ungarn, den Niederlanden, Belgien, Italien und Dänemark vollständig übernehmen. Ein zweiter Übernahmeversuch der trans-o-flex Deutschland in Zusammenarbeit mit BayernFinanz (Investor seit 2000, im 1. Quartal 2005 75,2 % Beteiligung) wurde vom Bundeskartellamt untersagt. Nachdem diese Entscheidung Ende 2004 vom Bundesgerichtshof bestätigt wurde, haben Deutsche Post und Bayerische Landesbank ihre Beteiligungen im März 2005 an den Berliner Finanzinvestor Odewald & Compagnie und die Alpha Beteiligungsberatung verkauft.
Im August 2005 hat trans-o-flex die Kerpener TT Tour-Trans-Gruppe (Speziallogistik für die Kosmetik- sowie die Haushalts- und Unterhaltungselektronikbranche) und im Oktober 2006 den Kühltransportspezialisten VfW ThermoMed (temperaturgeführte Transporte bei 2–8 Grad Celsius) übernommen. 2019 hat wiederum die trans-o-flex-Tochter ThermoMed die Rhenus Life Sciences von der Rhenus-Gruppe übernommen, wodurch das bestehende Transportangebot für Arzneimittel im Kühlbereich (2–8 °C) um aktiv temperierte Arzneimitteltransporte bei 15–25 Grad Celsius erweitert werden konnte. Im Oktober 2007 übernahm trans-o-flex die Firmen Van Osselaer Pieters Colli Service (VOP) in Belgien und Dedicated Distribution Services (DDS) in den Niederlanden. Beide Gesellschaften wurden 2013 an die niederländische PostNL verkauft.
Zum Jahresende 2006 wurden 74,9 % der Anteile von trans-o-flex an die Österreichische Post verkauft. Mit Wirkung zum 30. Juni 2008 übernahm diese die verbleibenden Anteile in Höhe von 25,1 Prozent. Im März 2016 hat die Österreichische Post wiederum ihre gesamten Anteile (100 %) an die M+P GmbH (47,5 %), die LFH3 Verwaltungs GmbH (47,5 %) sowie die ALJ 2 Vermögensverwaltungsgesellschaft mbH (5,0 %) verkauft. Hinter diesen Gesellschaften stehen die Familien Amberger und Schoeller, die bereits in der Vergangenheit (Ende 1995 bis Ende 1997) Gesellschafter von trans-o-flex waren.
Nachdem im März 2013 die Novelle der für die Pharmalogistik relevanten EU-Richtlinie Good Distribution Practice (GDP) verabschiedet worden war, hat trans-o-flex Express im Oktober 2013 damit begonnen, sein Netzwerk auf aktiv temperaturgeführte Transporte im Bereich zwischen 15 und 25 Grad Celsius umzubauen. Der Ausbau der Kapazität in der trans-o-flex-Gruppe hat sich in mehreren Stufen vollzogen. Nachdem zunächst die aktive Temperaturführung sowohl im Bereich 2 bis 8 Grad Celsius als auch im Bereich 15 bis 25 Grad Celsius bei der darauf spezialisierten Tochtergesellschaft trans-o-flex ThermoMed verblieben, wurden parallel im Netzwerk von trans-o-flex Express die notwendigen technischen und baulichen Voraussetzungen für den Transport und Umschlag von Arzneimitteln bei 15 bis 25 Grad geschaffen.  Nach dem Testbetrieb mit einem Pilotkunden hat trans-o-flex Express im Oktober 2014 sein deutschlandweites Pharmatransportnetz für Arzneimittel im Bereich von 15 bis 25 Grad gestartet. Die deutsche trans-o-flex ThermoMed konzentriert sich seitdem auf kühlkettenpflichtige Arzneimittel, die bei 2–8 Grad Celsius transportiert werden müssen, während die österreichischen trans-o-flex ThermoMed Austria weiterhin beide Temperaturbereiche bedient.
Im Dezember 2022 wurde bekannt, dass der französische Logistikdienstleister Geodis trans-o-flex Express vollständig übernehmen will, um sein Europa-Geschäft weiter auszubauen. Nach der Genehmigung durch die Aufsichtsbehörden gab Geodis im März 2023 den Abschluss der Übernahme von trans-o-flex bekannt.

## Unternehmensstruktur
Zu trans-o-flex Express gehören u. a. folgende Tochterunternehmen:

### trans-o-flex ThermoMed
Spezialisiert auf kühlkettenpflichtige Arzneimittel, die bei 2–8 Grad Celsius transportiert und umgeschlagen werden müssen. International über das EUROTEMP-Netz in sechs Ländern Europas aktiv.

### trans-o-flex ThermoMed Austria
Sitz in Großebersdorf. Ist genau wie der deutsche Ableger auf den Transport temperatursensibler Sendungen für die Pharmabranche im Bereich zwischen 2 und 8 Grad Celsius spezialisiert. Zusätzlich transportiert das österreichische Tochterunternehmen auch Arzneimittel bei 15 bis 25 Grad Celsius.

### trans-o-flex Logistik-Service
Auf vor- und nachgelagerte logistische Prozesse spezialisiert. Neben der Lagerung übernimmt das Unternehmen beispielsweise die auftragsbezogene Kommissionierung, die Versandvorbereitung und die Feinverteilung.

### trans-o-flex IT-Service
Ist der interne Dienstleister für alle EDV-Fragen.